# Postały
Postały (biał. Пасталы, Pastały; ros. Постолы, Postoły) – wieś na Białorusi, w obwodzie homelskim, w rejonie żytkowickim, w sielsowiecie Marocharawa.
Obecnie wieś zamieszkują wyłącznie osoby w wieku emerytalnym.

## Historia
W latach 1919–1920 znajdowały się pod Zarządem Cywilnym Ziem Wschodnich, w okręgu brzeskim, w powiecie mozyrskim. W wyniku traktatu ryskiego miejscowość weszła w skład Związku Sowieckiego. Od 1991 w niepodległej Białorusi.